# سامحنى يا زمن (مسلسل)
سامحني يا زمن هو مسلسل تلفزيوني مصري أنتج وعُرض في عام 2010، من إخراج ياسر زايد ومن تأليف  ضياء دندش ومن بطولة صابرين، بوسي، خالد زكي، وغيرهم.

## قصة المسلسل
تدور أحداث المسلسل عن الواقع المصري من خلال العديد من القضايا مثل تجارة الأعضاء وإدمان المخدرات والزواج العرفي ومايترتب عليه من مشاكل واغتيال المصريين في الخارج واحتكار السلع.

## طاقم العمل
- صابرين (ولاء)
- بوسي (أحلام)
- خالد زكي (حسين)
- سلوى خطاب (سهام)
- أمل رزق (نسرين)
- سمير صبري (محسن)
- مها أبو عوف
- انتصار